# Juan Antonio Saráchaga
Juan Antonio Saráchaga (Córdoba, Argentina, junio de 1781 - octubre de 1840) fue un jurista, docente y político argentino, de destacada actuación en los primeros pasos de federalismo de la Provincia de Córdoba.

## Biografía
Estudió en el Colegio de Monserrat y la Universidad de Córdoba, y se doctoró en leyes en 1804.
Se desempeñó como profesor en la Universidad y como funcionario del cabildo. Dejó su cargo en 1810 para unirse a la primera expedición auxiliadora al Alto Perú como auditor de guerra. Fue secretario del gobernador Chiclana, de Salta, y después de la Batalla de Suipacha, fue también secretario del gobernador de Charcas, Pueyrredón, que a su vez era presidente de la Real Audiencia. Acompañó a Pueyrredón en su huida después de la Batalla de Huaqui, y durante el corto período en que éste fue comandante del Ejército del Norte.
De regreso viajó a Buenos Aires, donde fue secretario del Segundo Triunvirato. Regresó a Córdoba, donde ejerció como rector de la Universidad. En esa época se enroló en las filas de los federales, dirigidos por el coronel José Javier Díaz. Después de la caída de éste, fue separado del cargo y debió ejercer la abogacía como medio de vida.
Después del Motín de Arequito fue elegido miembro de la legislatura local, y en octubre de 1820 fue el presidente de la misma. En 1821 fue elegido diputado por Salta al fracasado congreso federal de Córdoba. A fines de ese mismo año volvió a ser rector de la Universidad, a la que dirigió por un camino de transformaciones importantes, mientras conservaba algunas tradiciones, como el uso del latín en algunas clases y en los actos públicos. Fue quien reintrodujo la imprenta en su provincia, ya después que – más de una década antes – la que había sido de los jesuitas había sido trasladada a Buenos Aires. Dirigió varios periódicos, como “El Montonero”, de clara filiación federal.
Tras una serie de problemas de protocolo y conflictos personales con el gobernador Juan Bautista Bustos, fue elegido diputado al Congreso General de 1824; antes de partir hacia su destino dirigió la elección que reemplazó al gobernador Bustos por el coronel José Julián Martínez. Al fracasar esa elección por la reacción de parte de la población y las milicias provinciales, partió rápidamente hacia Buenos Aires, pero Bustos lo hizo arrestar antes de que saliera de la provincia. Más tarde logró llegar a Buenos Aires, donde ejerció como diputado y apoyó al presidente Bernardino Rivadavia.
En 1829 apoyó la invasión a Córdoba por parte del general Paz. Cuando éste se hizo elegir gobernador, Saráchaga fue nombrado su ministro de guerra y relaciones exteriores; el ministro de gobierno era otro ex federal, José Isasa. Fue nuevamente electo rector de la Universidad. En nombre del gobernador firmó los pactos que formaban la Liga del Interior, cuyos textos fueron de su autoría. Luego ocupó el cargo de presidente del Superior Tribunal de Justicia de la Provincia.
Tras la caída de Paz fue conducido prisionero a Buenos Aires, recuperando su libertad en 1832. Al año siguiente volvió a la cárcel como una de las consecuencias de la Revolución de los Restauradores. El gobernador Juan José Viamonte lo liberó al poco tiempo y regresó a Córdoba, donde apoyó al gobierno de los hermanos Reynafé y al de sus sucesores Pedro Nolasco Rodríguez y Sixto Casanovas.
Si bien no se opuso abiertamente al gobernador Manuel López, varias veces fue calificado como sospechoso de ser amigo de sus adversarios. En octubre de 1840 dirigió una conspiración contra el gobierno de López, por la cual fue arrestado y fusilado. Tres días después de su muerte, la capital provincial era invadida por el general Lamadrid, que llevó al gobierno a José Francisco Álvarez.